# Alain Jacquet
Alain Jacquet (Neuilly-sur-Seine, 22 februari 1939 - New York, 4 september 2008) was een Frans popartkunstenaar. Hij is vooral bekend geworden met een serie van 'camouflageschilderijen', waarin hij beroemde schilderijen als Le déjeuner sur l'herbe en De Geboorte van Venus als motief hergebruikte.

## Leven en werk
Alain Jacquet studeerde architectuur aan de universiteit van Grenoble en bezocht de École nationale supérieure des beaux-arts in Parijs. Als kunstschilder was hij autodidact. Zijn eerste solotentoonstelling vond plaats in 1961 in galerie Breteau in Parijs. 
Hij nam deel aan de Biënnale van Parijs in 1961 en 1965, aan de Biënnale van San Marino in 1965 en aan de vierde documenta in Kassel in 1968. In 1964 reisde hij voor het eerst naar New York en maakte kennis met Andy Warhol en Roy Lichtenstein. Begin jaren 60 was hij mede-oprichter van de groep Mec'art (mechanical art).
Jacquet woonde in New York en Parijs. Hij was professor aan de École nationale supérieure des arts décoratifs en getrouwd was hij met Sophie Matisse, een kleinkind van de Franse kunstschilder Henri Matisse.
Hij overleed in 2008 in Manhattan aan de gevolgen van slokdarmkanker.